# Polina Gelman

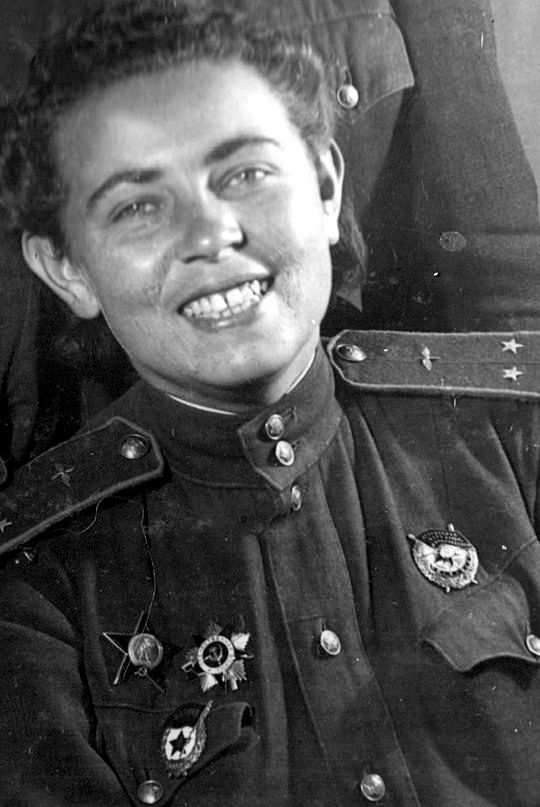
Polina Gelman (1945)

Polina Wladimirowna Gelman (russisch Полина Владимировна Гельман, ukrainisch Полі́на Володи́мирівна Ге́льман; geboren 11. Oktoberjul. / 24. Oktober 1919greg. in Berditschew (heute Ukraine); gestorben 25. November 2005 in Moskau) war eine sowjetische Hochschullehrerin sowie Bomberpilotin und Politoffizierin im Zweiten Weltkrieg. Sie gilt als einzige jüdische Frau, der während des Krieges die höchste sowjetische Tapferkeitsauszeichnung „Held der Sowjetunion“ verliehen wurde.

## Leben
Polina Gelman wurde als Kind jüdischer Eltern geboren. Bei ihrer Geburt wurde das Krankenhaus in Berditschew von Granaten getroffen; ihre Mutter Jelja Gelman blieb unverletzt, doch kurz darauf fiel ihr Vater Wladimir Gelman als Opfer eines konterrevolutionären Überfalls. Nach dem Tod ihres Vaters zog die Familie 1920 nach Gomel. Während ihrer Schulzeit nahm sie Flugstunden beim örtlichen Segelflugverein. 1938 versuchte sie dem sowjetischen Fliegerklub beizutreten, erreichte jedoch mit weniger als 1,50 m Körpergröße kaum die Pedale – ein Ausbilder riet ihr scherzhaft: „Wachs erst einmal, wenn du kannst.“ Statt zu wachsen entschied sie sich, Navigatorin zu werden.
Zu Beginn des Deutsch-Sowjetischen Kriegs war sie im dritten Jahr Studentin der Geschichte an der Universität Moskau. Vier Monate später, im Oktober 1941, meldete sich Gelman zur Roten Armee. Nach einigem Zögern wurde Gelman beim 588. Nachtbomberregiment (Nachthexen) zur Navigatorin und Bombenschützin ausgebildet. Am 27. Mai 1942 kam sie an die Front. Ihr Regiment, 1943 als 46. Garderegiment ausgezeichnet, bestand nur aus Frauen. Sie flogen nachts mit einfachen Doppeldeckern Polikarpow Po-2 Kampfeinsätze, bei denen sie meist mit abgestelltem Motor ihre Ziele angriffen. Nach einer Einweisung bei Jewdokija Nossal wurde Raissa Aronowa ihre Pilotin. Gelman stellte in einer Nacht einen Rekord von 18 Einsätzen auf.
Nachdem Gelman 1942 in die Kommunistische Partei der Sowjetunion eingetreten war, wurde sie Politoffizier (Politruk) des Regiments und war für dessen Kommunikation verantwortlich. Die Pilotinnen litten unter chronischem Schlafmangel; Gelman berichtete, sie und ihre Pilotin hätten sich oftmals darauf geeinigt, dass eine von beiden beim Anflug auf das Ziel schlief und die andere auf dem Rückweg. In drei Jahren kämpfte sie im Südosten Russlands, im Kaukasus, auf der Krim, in Belarus, Polen und Ostpreußen. Besonders aktiv war ihr Regiment 1942/43 bei den Einsätzen an der Schwarzmeer- und Asowschen Küste, um den deutschen Vormarsch auf die Ölfelder von Baku zu stören. Nach 869 Einsätzen mit zusammen 1.058 Flugstunden war der Krieg für Gardeoberleutnant Gelman in Berlin zu Ende. Neben 113 Tonnen Bomben hatte sie 620.000 Flugblätter mit Propaganda abgeworfen. Daneben wurden Truppenteile hinter feindlichen Linien mit Munition und Lebensmitteln versorgt.
Polina Gelman wurde am 15. Mai 1946 als Held der Sowjetunion ausgezeichnet. Beim Militär machte sie einen Abschluss für Fremdsprachen und unterrichtete an der Militärakademie. Im Jahr 1956 schied sie als Major aus dem Dienst aus. Danach war sie unter anderem Übersetzerin für Spanisch beim Komsomol. Seit 1964 war Gelman Dozentin, unterbrochen durch eine wissenschaftliche Mission in Kuba. Von 1970 bis 1990 arbeitete sie als Assistenzprofessorin für politische Ökonomie am Partei-Institut für Sozialwissenschaften in Moskau. Zeitgenossen beschrieben sie als „hellwach und ehrgeizig“, doch ihr Ruhm beruhte weniger auf Einzeltaten als auf „Ausdauer und Präzision, die langer Fronteinsatz erforderte“ (Reina Pennington). In den 1990er-Jahren besuchte sie Israel als offizieller Gast der israelischen Regierung. Am 27. April 2000 wurde Gelman zum Oberstleutnant der Reserve befördert.
Gelman heiratete 1948 den ehemaligen Frontsoldaten Wladimir N. Kolosow (1921–1994), ihre Tochter wurde 1949 geboren.
Polina Gelman starb am 25. November 2005. Die Urne wurde neben der ihrer Mutter auf dem Nowodewitschi-Friedhof in Moskau beigesetzt.

## Zitat
Ihrer Mutter teilte Gelman 1941 mit: „Ich habe entschieden an die Front zu gehen. Ich bin eine Tochter des jüdischen Volkes und ich habe mit Hitler eine Rechnung offen.“

## Auszeichnungen und Ehrungen

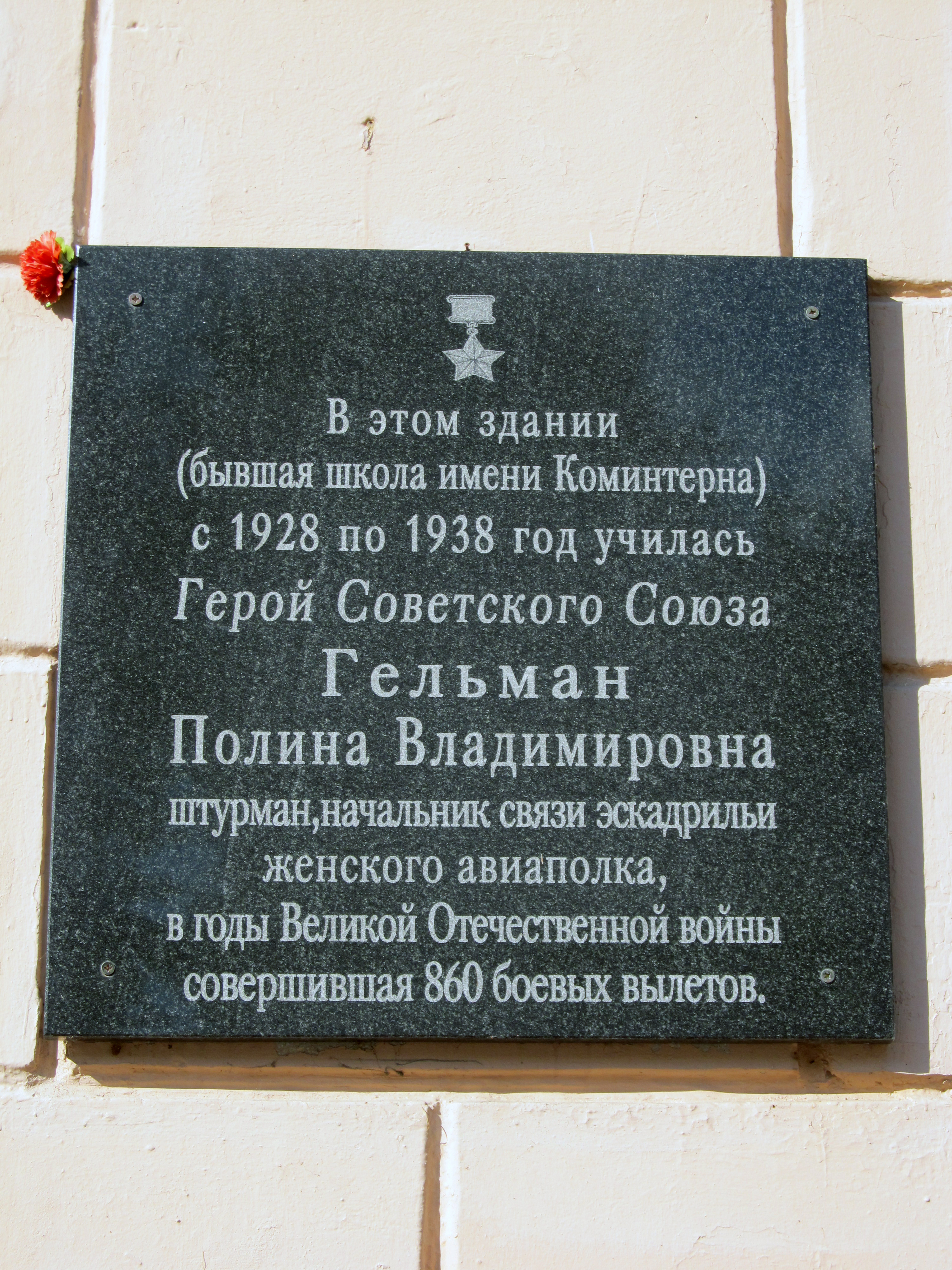
Gedenktafel am Mädchengymnasium in Homel

Die Heldin der Sowjetunion (Nr. 8962) wurde auch mit dem Leninorden (Nr. 59069), zwei Rotbannerorden, zwei Orden des Roten Sterns, zwei Orden des Vaterländischen Krieges I. Klasse und weiteren Medaillen ausgezeichnet.
Rachel Aronowna Kownator schrieb 1948 die Biographie Held fun Sovetnfarband, Polina Gelman in jiddischer Sprache.
In Berdytschiw, Ukraine, in Homel (Gomel), Belarus und in der israelischen Stadt Aschkelon wurden Straßen nach Gelman benannt. Zwei Gedenktafeln befinden sich am Mädchengymnasium und am Zentrum der DOSAAF in Homel.

## Schriften
- «О боях, пожарищах и друзьях-товарищах…» (Essay) 1995, Neuauflage: Финансовая академия, 2002.